# Ministri delle finanze della Croazia
I ministri delle finanze della Croazia dal 1990 ad oggi sono i seguenti.

## Lista
| Ministro      | Ministro        | Ministro                       | Partito                              | Governo                   | Mandato           | Mandato          |
| Ministro      | Ministro        | Ministro                       | Partito                              | Governo                   | Inizio            | Fine             |
| ------------- | --------------- | ------------------------------ | ------------------------------------ | ------------------------- | ----------------- | ---------------- |
| Finanze       |                 |                                |                                      |                           |                   |                  |
|               |                 | Marijan Hanžeković (1915-1993) | Unione Democratica Croata            | Mesić                     | 31 maggio 1990    | 24 agosto 1990   |
| Manolić       | 24 agosto 1990  | Marijan Hanžeković (1915-1993) | Unione Democratica Croata            | 17 luglio 1991            |                   |                  |
|               |                 | Jozo Martinović (1942-2025)    | Indipendente                         | Gregurić                  | 17 luglio 1991    | 12 agosto 1992   |
|               |                 | Zoran Jašić (1939-2021)        | Unione Democratica Croata            | Šarinić                   | 12 agosto 1992    | 3 aprile 1993    |
| Valentić      | 3 aprile 1993   | Zoran Jašić (1939-2021)        | Unione Democratica Croata            | 7 luglio 1994             |                   |                  |
| Valentić      |                 |                                | Božo Prka (1958)                     | Unione Democratica Croata | 7 luglio 1994     | 7 novembre 1995  |
| Mateša        | 7 novembre 1995 | 11 settembre 1997              | Božo Prka (1958)                     | Unione Democratica Croata |                   |                  |
| Mateša        |                 |                                | Borislav Škegro (1955)               | Unione Democratica Croata | 11 settembre 1997 | 27 gennaio 2000  |
|               |                 | Mato Crkvenac (1945)           | Partito Socialdemocratico di Croazia | Račan I                   | 27 gennaio 2000   | 30 luglio 2002   |
| Račan II      | 30 luglio 2002  | Mato Crkvenac (1945)           | Partito Socialdemocratico di Croazia | 23 dicembre 2003          |                   |                  |
|               |                 | Ivan Šuker (1957-2023)         | Unione Democratica Croata            | Sanader I                 | 23 dicembre 2003  | 12 gennaio 2008  |
| Sanader II    | 12 gennaio 2008 | Ivan Šuker (1957-2023)         | Unione Democratica Croata            | 6 luglio 2009             |                   |                  |
| Kosor         | 6 luglio 2009   | Ivan Šuker (1957-2023)         | Unione Democratica Croata            | 29 dicembre 2010          |                   |                  |
| Kosor         |                 |                                | Martina Dalić (1967)                 | Unione Democratica Croata | 29 dicembre 2010  | 23 dicembre 2011 |
|               |                 | Slavko Linić (1949)            | Partito Socialdemocratico di Croazia | Milanović                 | 23 dicembre 2011  | 6 maggio 2014    |
|               |                 | Boris Lalovac (1976)           | Partito Socialdemocratico di Croazia | Milanović                 | 6 maggio 2014     | 22 gennaio 2016  |
|               |                 | Zdravko Marić (1977)           | Indipendente                         | Orešković                 | 22 gennaio 2016   | 19 ottobre 2016  |
| Plenković I   | 19 ottobre 2016 | Zdravko Marić (1977)           | Indipendente                         | 23 luglio 2020            |                   |                  |
| Plenković II  | 23 luglio 2020  | Zdravko Marić (1977)           | Indipendente                         | 15 luglio 2022            |                   |                  |
| Plenković II  |                 |                                | Marko Primorac (1984)                | Indipendente              | 15 luglio 2022    | 17 maggio 2024   |
| Plenković III | 17 maggio 2024  | in carica                      | Marko Primorac (1984)                | Indipendente              |                   |                  |

### Esplicative
1. ↑  Ricopre anche la carica di Vice Primo ministro.
2. ↑  Ricopre anche la carica di Vice Primo ministro dal 19 ottobre 2016.
3. 1 2  Di area HDZ.
4. ↑  Ricopre anche la carica di Vice Primo ministro dal 17 maggio 2024.